# Palacete Santa Mafalda
Palacete Santa Mafalda, também conhecido como Grupos Centrais, é um edifício localizado na cidade de Juiz de Fora. Foi oferecido a D. Pedro II, mas recusado, e então o imperador aconselhou que fosse destinado a um abrigo de doentes ou uma escola. Foi ampliado na parte de trás e é Patrimônio Histórico de Juiz de Fora.
Abrigou a Escola Normal de Juiz de Fora, que foi transferida para lá e onde José Rangel lecionou. Em 4 de fevereiro de 1907 foi instalado no prédio o Primeiro Grupo Escolar, com 470 alunos e dirigido por José Rangel. Em 23 de março do mesmo ano foi inaugurado o Segundo Grupo Escolar, de funcionamento noturno, com 396 alunos e administrado pelo diretor José Rangel e pelos servente e porteiro do Primeiro. Em 1915 os grupos foram renomeados, respectivamente, para Grupo José Rangel e Grupo Delfim Moreira.
Ficou conhecido como Grupos Centrais devido à sua localização, de frente para a Catedral Metropolitana de Juiz de Fora, em um trecho nobre da cidade do século XX. Atualmente, a construção corresponde à Escola Estadual Delfim Moreira, passando por reformas que foram concluídas em 2023.
O Grupo Escolar surgiu com o propósito de tornar os alunos bons trabalhadores e bons cidadãos, e por isto o discurso liberal era ofuscado pelos mecanismos disciplinadores, para que se formassem cidadãos submissos à classe dominante.

## História
O prédio foi construído no final da década de 1850 pelo Comendador Manoel do Vale Amado, rico proprietário rural que desejava homenagear Dom Pedro II quando de sua primeira visita à Juiz de Fora. Batizado de Palacete Santa Mafalda, a construção foi erguida num ponto nobre da cidade, na esquina das ruas Braz Bernardino e Principal (atual Avenida Rio Branco).
Ao chegar à cidade em 1861 para a inauguração da Companhia União Indústria, o imperador utilizou o casarão, todo ornamentado com mobiliário importado de Paris, para a assinatura de importantes documentos, e também para a cerimônia do Beija-Mão, em que recebia os convidados e pessoas que tinham audiências marcadas. Recusou, porém, a oferta do Comendador para que ficasse com o imóvel de presente, dizendo que só aceitaria se ele fosse doado ao estado para abrigar uma escola ou obra de caridade.
Magoado, Manoel do Vale Amado decidiu que a casa jamais seria habitada, desejo que foi respeitado por seu filho, o Barão de Santa Mafalda. O palacete ficou até com fama de "mansão amaldiçoada", pois após quatro décadas fechado, sua aparência era decrépita e lúgubre . O local só foi reaberto em 1904, ocasião em que foi doado à Santa Casa de Misericórdia e teve todo seu acervo leiloado. Adquirido pelo estado, foi transformado em 1907 no primeiro grupo escolar de Minas Gerais, função que ocupa até os dias de hoje, abrigando a Escola Estadual Delfim Moreira.
Integra o patrimônio de Juiz de Fora desde 1983, quando foi tombado pela municipalidade.

## Arquitetura
O Palacete Santa Mafalda possui dois pavimentos com construção em estrutura de madeira e alvenaria de pedra e tijolos maciços. Sua fachada está alinhada com o passeio, com uma única porta de madeira ao centro e cercado por vãos em arco e janelas no modelo de guilhotina. 
O casarão apresenta elementos clássicos comuns nas construções no Brasil no final do século XIX e início do século XX.

## Restauração
Em 2013, a Escola Estadual Delfim Moreira já tinha sido transferida para outro local devido à alguns problemas na estrutura. Por quatro anos, o Palacete Santa Mafalda permaneceu fechado à espera de reforma com protestos e debates cobrando seu restauro . Devido ao uso contínuo sem manutenção adequada, o palacete encontrava-se em estado precário, inclusive com acesso interditado.
Em 2018, a Empresa Catalunha Engenharia ganhou a licitação para execução da obras e elas foram iniciadas em 2019, sendo concluídas no ano de 2023. O Governo de Minas Gerais investiu em torno de oito milhões.